# The Locked Door (1929)
The Locked Door é um filme de drama produzido nos Estados Unidos, dirigido por George Fitzmaurice e lançado em 1929.